# Francisco Agustín Silvela y Casado
Francisco Agustín Silvela y Casado (Madrid, 28 de febrero de 1860-Madrid, 28 de enero de 1924) fue un abogado y político español, diputado y senador de las Cortes de la Restauración. Fue hijo del también abogado y ministro Manuel Silvela. 

## Jurista y político
Francisco Agustín siguió la carrera de Derecho con aprovechamiento y la ejerció en su juventud, alcanzando notoriedad. Ingresó en la Academia de Jurisprudencia donde se distinguió por su espíritu culto y estudioso. Desde su juventud también figuró en política, militando en el Partido Conservador, al lado de su tío Francisco y siguiendo más adelante a Antonio Maura, su sucesor en la jefatura del Partido.
Sustituto en 1885 de Justo Martín Lunas y López como diputado en Cortes por el distrito abulense de Arenas de San Pedro, renovaría dicho escaño en las elecciones de 1886, 1891, 1893, 1896, 1898, 1899, 1903 y 1905.
Fue vicepresidente del Congreso en la legislatura de 1903. En 1907 fue nombrado senador vitalicio, a propuesta de Maura.
En el mundo empresarial y bancario, el marqués de Santa María de Silvela fue consejero de los Ferrocarriles de Madrid, Zaragoza y Alicante y de La Unión y el Fénix Español, censor del Banco Hipotecario y socio fundador del diario El Tiempo.
Falleció en Madrid el 28 de enero de 1924.

## Condecoraciones
- Caballero de honor y devoción de la Orden de Malta
- Caballero gran cruz de la Orden de Isabel la Católica.
- Caballero gran cruz de la Orden de Dannebrog.
- Gran cruz de la Orden de Cristo.
- Caballero gran cruz de la Orden de Nuestra Señora de la Concepción de Villaviciosa de Portugal.
- Medallas de oro de la Jura y de la Regencia y otras nacionales y extranjeras.

El rey le nombró su Gentilhombre de Cámara con Ejercicio, y la localidad abulense de Casavieja erigió un monumento en recuerdo y homenaje a Francisco Agustín Silvela.

## Familia
Se casó en 1886 con María de la Concepción de la Viesca y Róiz, Dama de la Reina, hija de los marqueses de Viesca de la Sierra, vizcondes de Nava del Rey. De este matrimonio nacieron cuatro hijos: Ana, casada con Carlos de Goyeneche, diplomático (hijo de los condes de Guaqui); Federico Carlos, conde de San Mateo de Valparaíso, abogado y diplomático, casado con Mercedes Pidal (hija del político conservador Alejandro Pidal); Álvaro, marqués del Castañar, diplomático, casado con Liselotte-Ysabel de Pfefferle; y Alfonso Silvela y de la Viesca. 
Falleció víctima de una angina de pecho en su casa de Madrid durante la madrugada del 27 al 28 de enero de 1924, siendo enterrado en el panteón familiar del cementerio de la Sacramental de San Isidro de Madrid.
Fue marqués de Santa María de Silvela.

## Obra
- Colección de cuentos españoles y extranjeros, mereció el elogio de Marcelino Menéndez y Pelayo, por considerar que indicaban el ambiente y carácter de su época.